# Ulica Bytomska w Katowicach
Ulica Bytomska w Katowicach – jedna z historycznych uliczek w katowickiej dzielnicy Wełnowiec-Józefowiec. Swą nazwę wzięła od miasta Bytom. Zabudowa wzdłuż ulicy kształtowała się w różnym okresie historycznym, a wzdłuż niej zlokalizowano kilka instytucji publicznych.

## Przebieg
Ulica rozpoczyna swój bieg od skrzyżowania z ulicą Józefowską na wschodzie. Kierując się na zachód, krzyżuje się kolejno z ulicami: Emilii Plater, Oświęcimską, Jodłową i Walecznych. Kończy ona swój bieg przy skrzyżowaniu z ulicą Bytkowską. Droga posiada przebieg równoleżnikowy.

## Opis

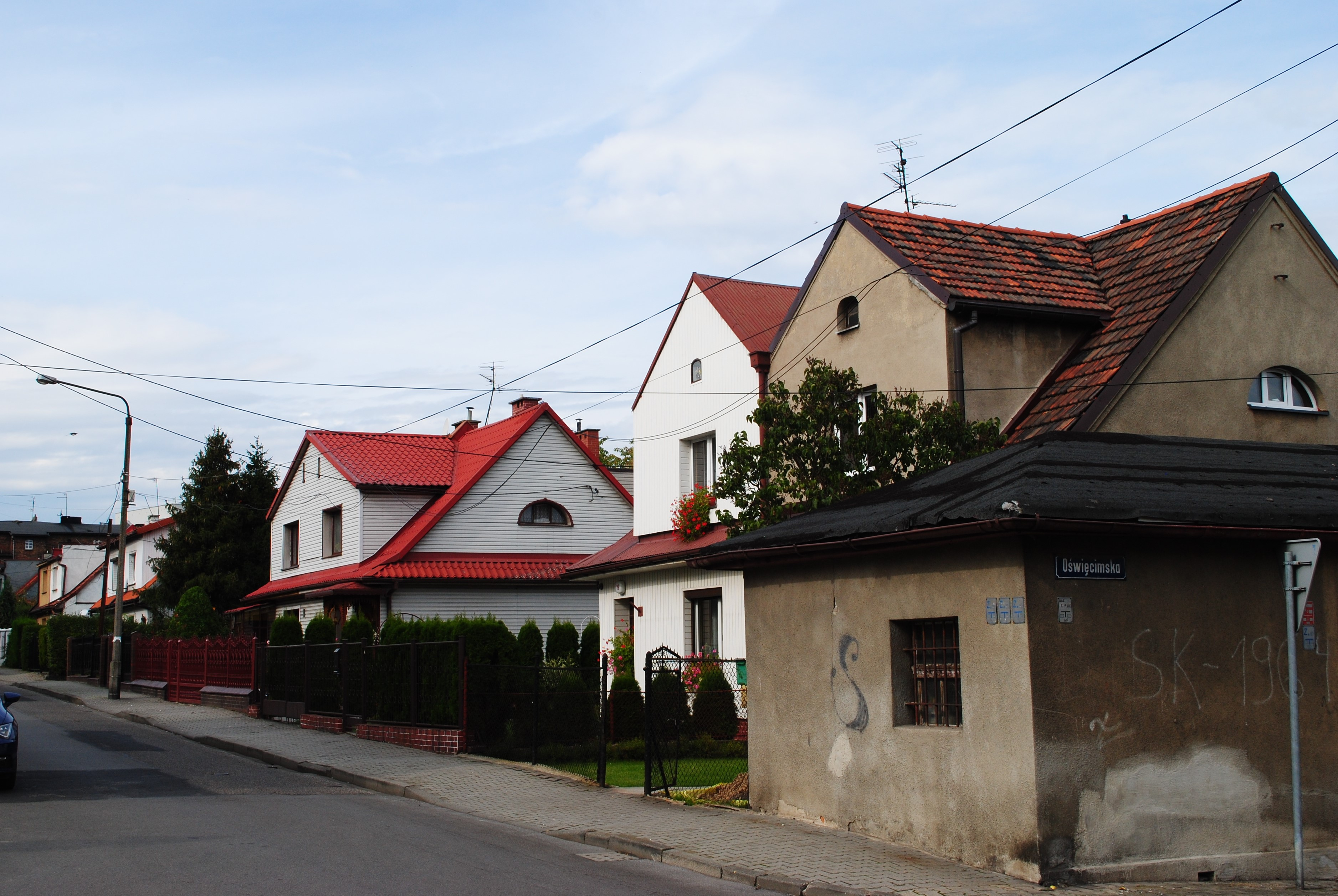
Fragment osiedla tzw. domków wojewódzkich z przełomu lat 20. i 30. XX wieku

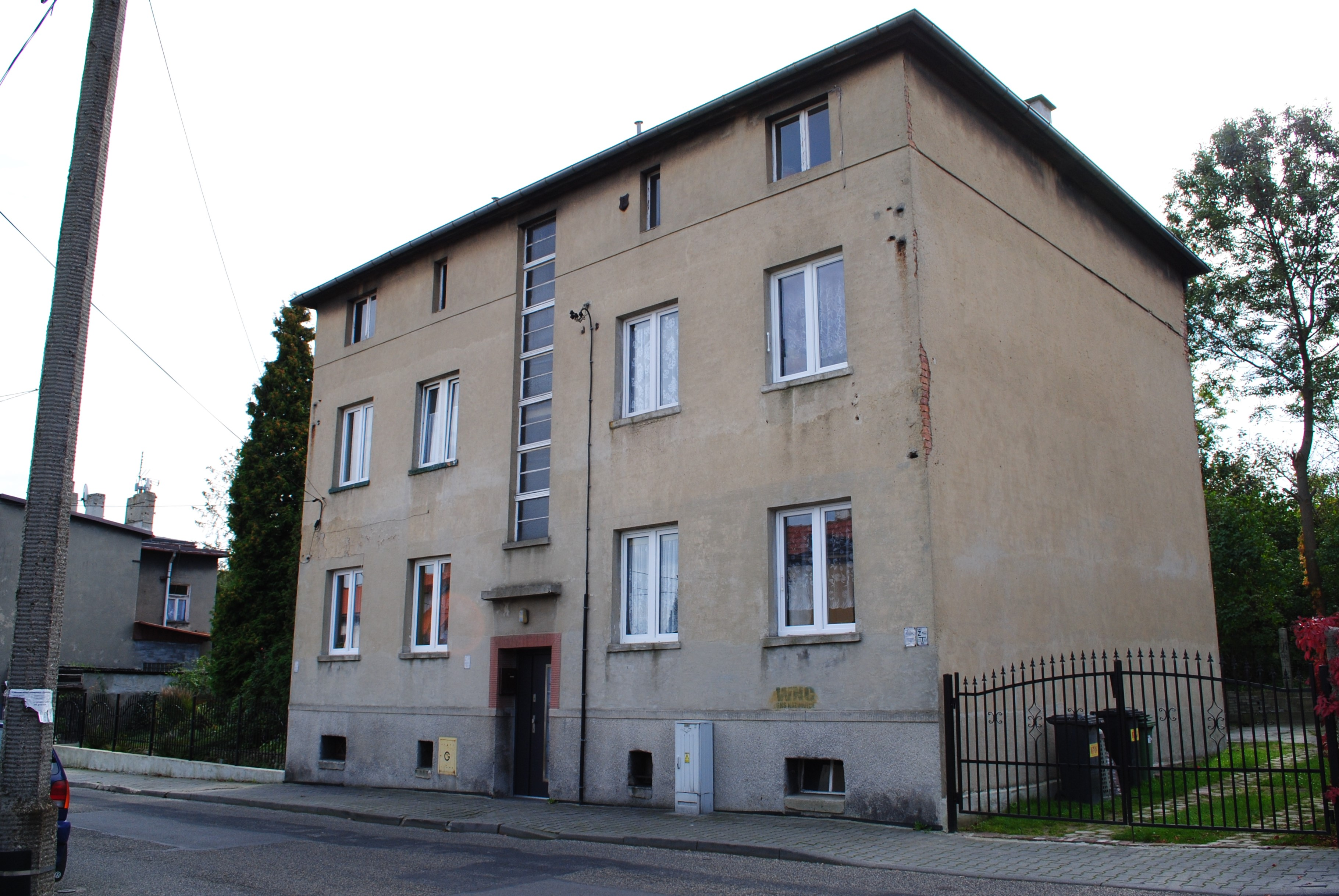
Kamienica z lat 30. XX wieku przy ul. Bytomskiej 26

Ulica posiada przeznaczenie na cele komunikacji drogowej publicznej jako ulica o przekroju jednojezdniowym klasy technicznej L. W rejonie ulicy zlokalizowane jest zabudowa kolonii Agnieszka, a także słup ogłoszeniowy z fundamentem. W początkach lat trzydziestych XX wieku pomiędzy ulicą Bytomską a ulicą Józefowską wzniesiono kolonię tzw. domków wojewódzkich wraz z ogródkami dla urzędników administracji państwowej.
Przy ulicy Bytomskiej swoją siedzibę mają: Miejska Biblioteka Publiczna – Filia nr 6, Miejskie Przedszkole nr 82 im. Dzieci z Leszczynowej Górki, oddział Żłobka Miejskiego w Katowicach oraz dom zakonny Sióstr Córki Bożej Miłości.

### Obiekty historyczne
Przy ulicy Bytomskiej znajdują się następujące obiekty, objęte ochroną konserwatorską, będące świadectwem kultury materialnej, typowe dla regionu oraz objęte ochroną konserwatorską budynki mieszkalne:
- budynki mieszkalne − domy bliźniacze, zlokalizowane przy ul. Bytomskiej nr 5/7, 9/11, 13/15,17/19, 21/23, 25/27, 29/31, będące dawną kolonią robotniczą, wzniesioną na przełomie lat dwudziestych i trzydziestych XX wieku w stylu modernistycznym[11];
- murowana dwukondygnacyjna kamienica w ogrodzie (ul. Bytomska 26); wzniesiona w latach trzydziestych XX wieku;
- zespół trzech familoków (ul. Bytomska 1, 2, róg z ul. Józefowską 120); murowane, dwukondygnacyjne, wzniesione w drugiej połowie XIX wieku;
- dwukondygnacyjna murowana kamienica w ogrodzie (ul. Bytomska 16); wzniesiona w latach trzydziestych XX wieku w stylu skromnego funkcjonalizmu;
- dwukondygnacyjna murowana kamienica w ogrodzie (ul. Bytomska 18); wzniesiona w latach trzydziestych XX wieku w stylu skromnego funkcjonalizmu;
- dwukondygnacyjna murowana kamienica w ogrodzie (ul. Bytomska 20); wzniesiona w latach trzydziestych XX wieku;
- dwukondygnacyjna murowana kamienica w ogrodzie (ul. Bytomska 28); wzniesiona w latach trzydziestych XX wieku;
- kapliczka z kamienną figurą Matki Boskiej Niepokalanego Poczęcia (ul. Bytomska, róg z ul. Józefowską); wzniesiona w XX wieku w stylu historyzmu, umieszczono ją na murowanym postumencie.

## Zobacz też

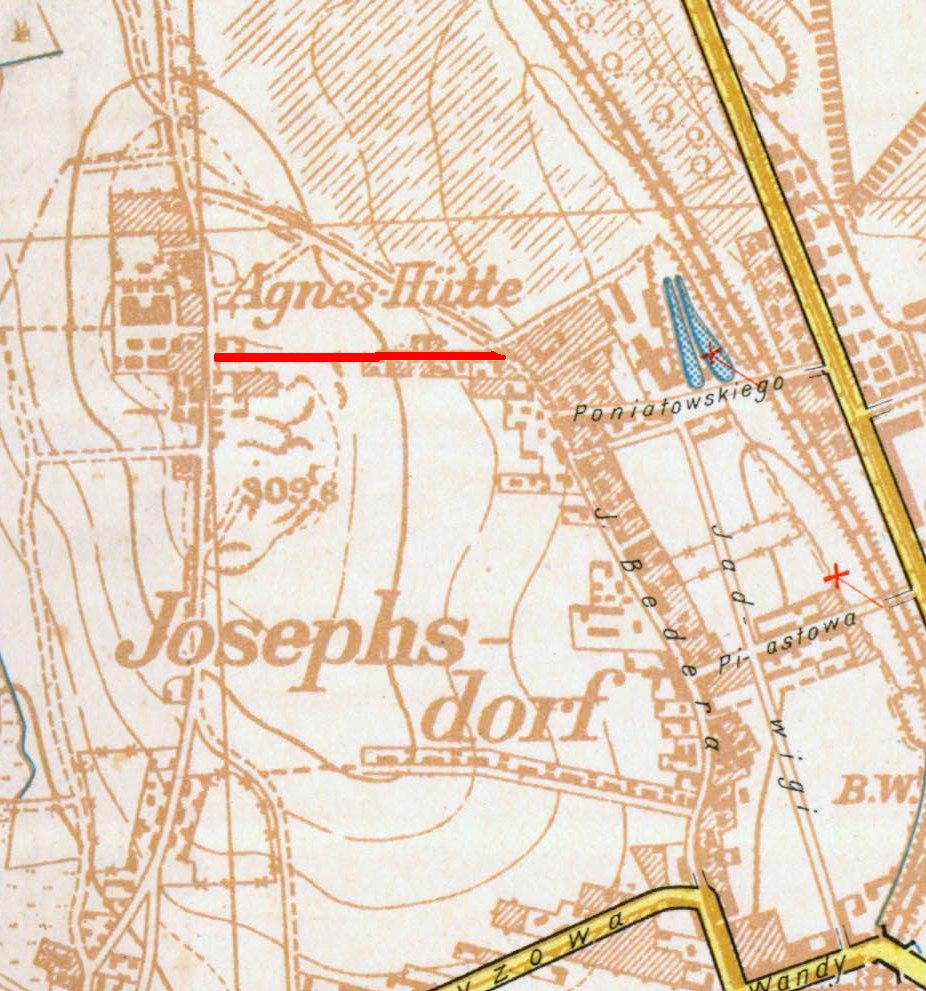
ulica Bytomska (zaznaczona czerwoną linią) na niemieckiej mapie z 1939